# Brassia lanceana
Brassia lanceana (tên tiếng Anh là Lance's Brassia) là một loài phong lan.

## Hình ảnh

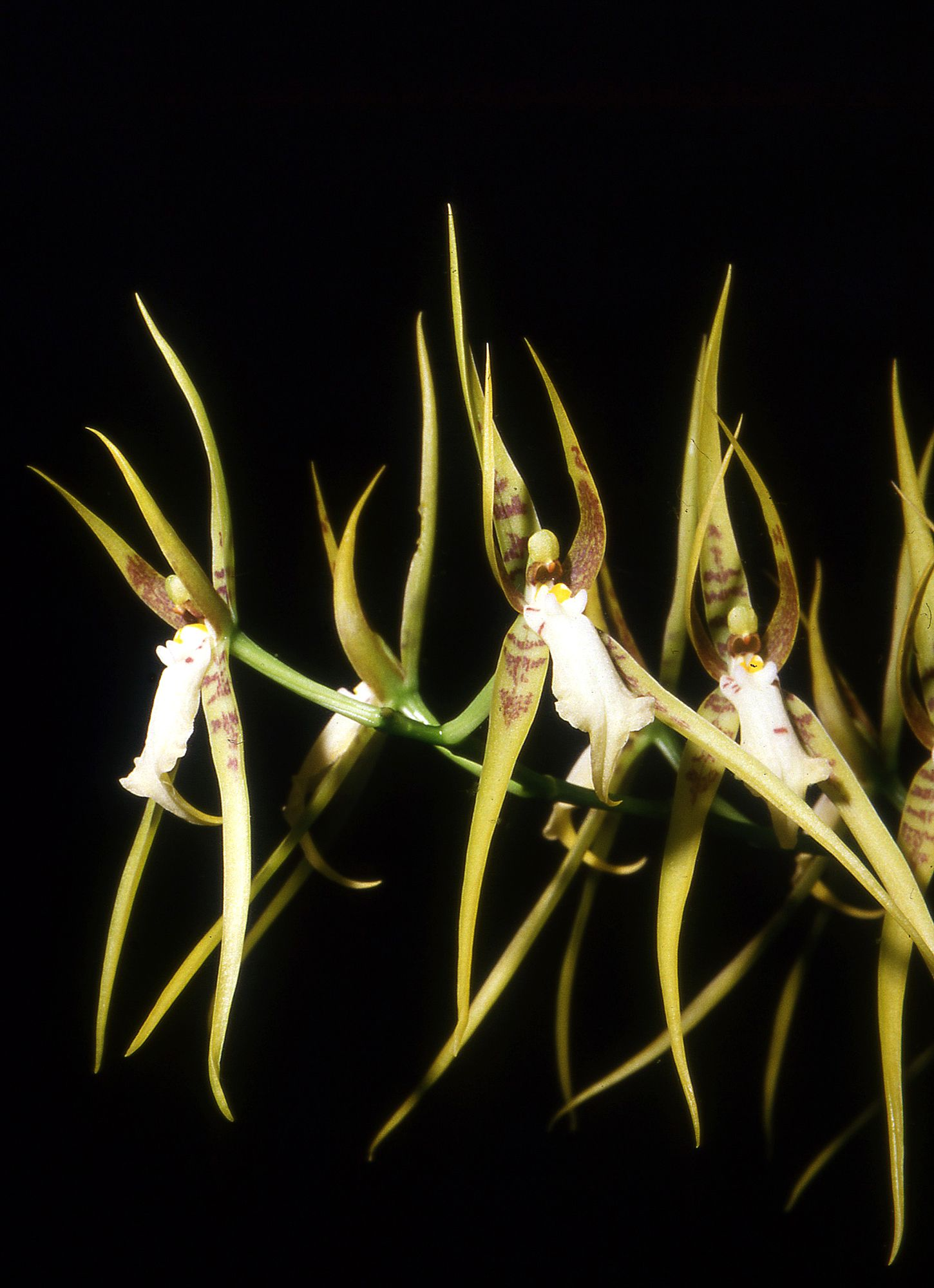
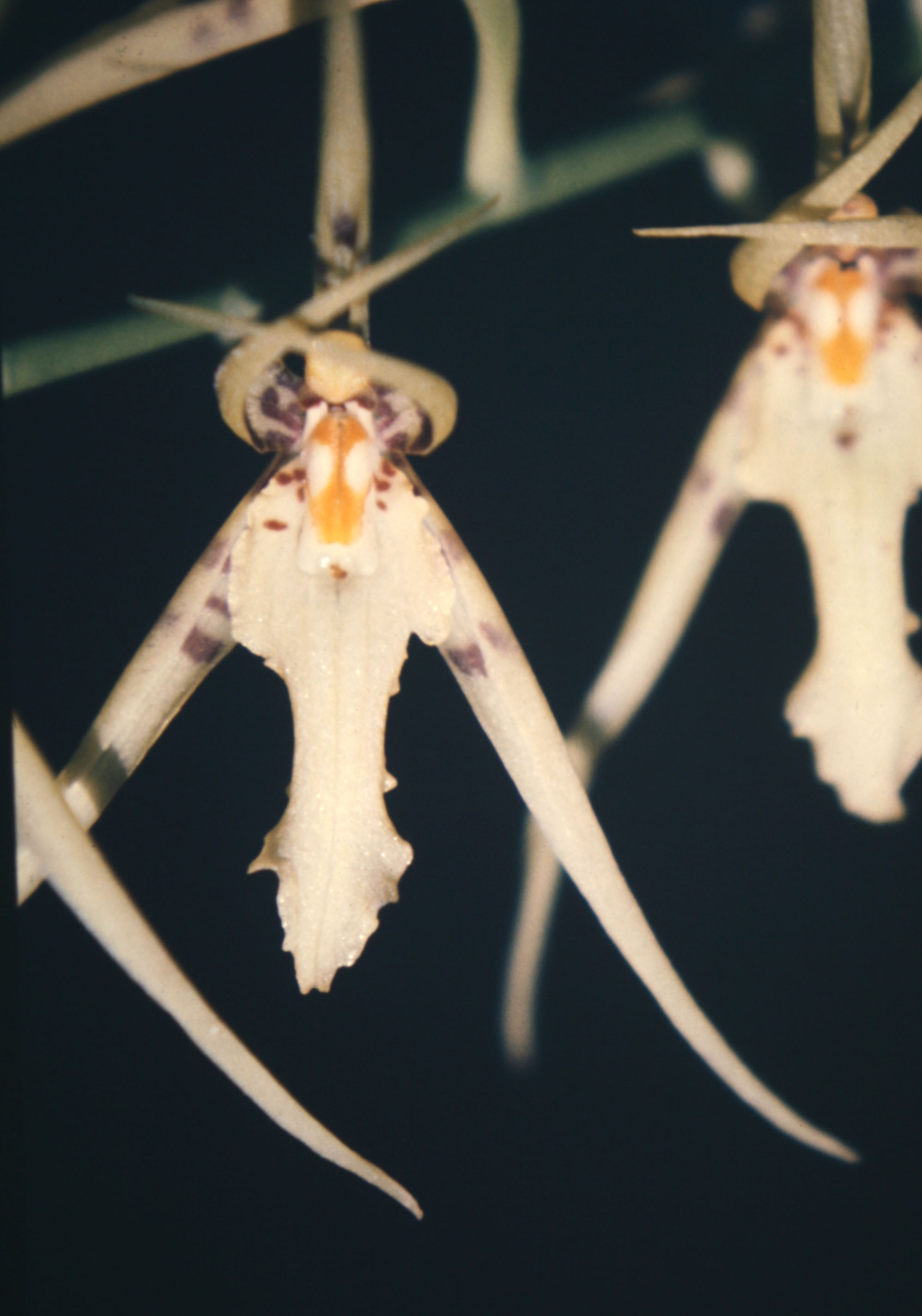
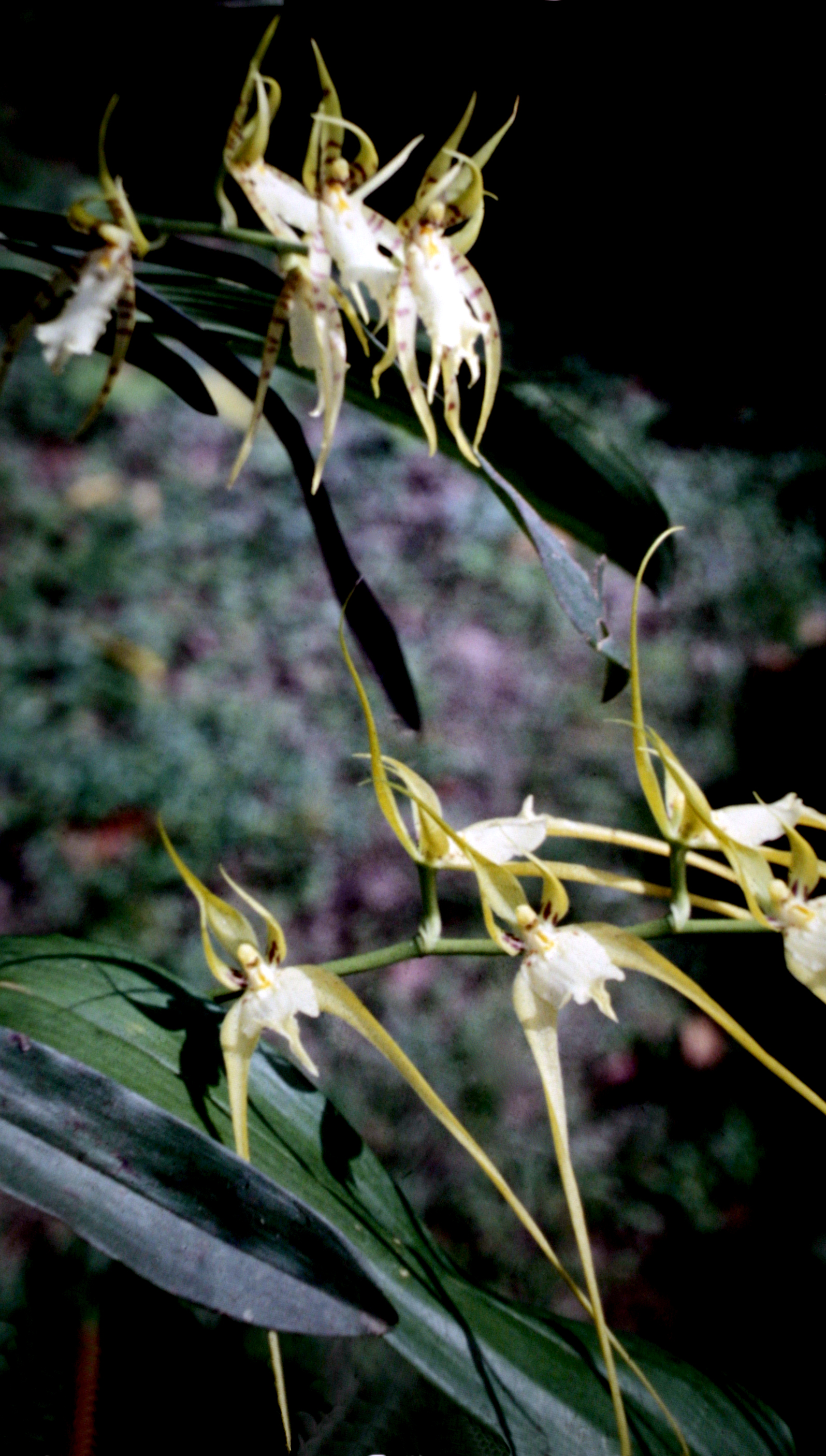
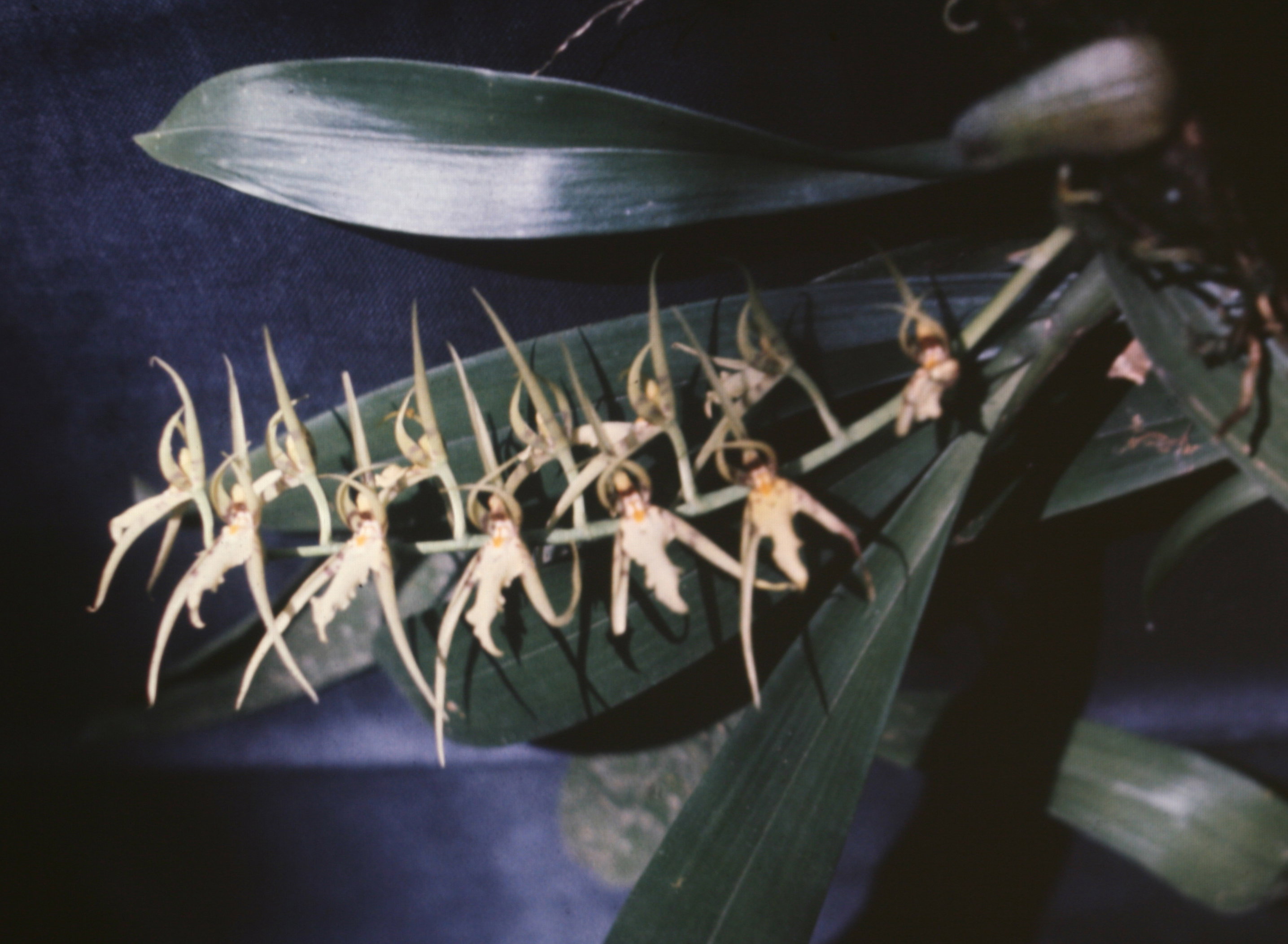